# Намазова-Баранова, Лейла Сеймуровна
Ле́йла Сеймуровна Нама́зова-Бара́нова (род. 18 июля 1963, Москва, РСФСР, СССР) — российский учёный-медик, специалист в области детской клинической аллергологии, доктор медицинских наук, профессор, заслуженный деятель науки Российской Федерации (2014), академик РАН (2016), председатель Исполнительного комитета Союза педиатров России.

## Биография
Родилась 18 июля 1963 года в Москве в семье азербайджанцев, научных сотрудников.
В 1980 году с отличием окончила среднюю специальную школу № 75 Москвы с изучением ряда предметов на французском языке.
С 1980 года по 1981 год работала препаратором на кафедре иммунологии МБФ 2-го МОЛГМИ (ныне — РНИМУ) имени Н. И. Пирогова.
В 1987 году с отличием окончила педиатрический факультет 2-го МОЛГМИ имени Н. И. Пирогова. Также освоила 2 «смежные» специальности на факультете общественных профессий (переводчика французского языка и журналиста), много писала для студенческой газеты, была активным участником общественной жизни вуза.
С 1987 по 1990 годы — учёба в клинической ординатуре НИИ педиатрии РАМН.
В 1992 году защитила кандидатскую диссертацию на тему «Клинико-патогенетическое значение определения интерлейкинов при бронхиальной астме у детей» по двум специальностям «Педиатрия» и «Аллергология и иммунология».
С 1990 по 1993 годы работала врачом, а с 1993 по 1999 годы — старшим научным сотрудником аллергологического и иммунологического диспансерного отделения Института педиатрии Научного центра здоровья детей Российской академии медицинских наук (НЦЗД РАМН).
В 1996 году присвоено ученое звание доцента по специальности «Педиатрия».
В 2000 году защитила докторскую диссертацию на тему «Патогенетические основы дифференцированного лечения бронхиальной астмы у детей», также выполненную по двум специальностям («Педиатрия» и «Аллергология и иммунология»).
В августе 2000 году была изменена концепция работы НЦЗД РАМН — был сделан максимальный упор на амбулаторный этап оказания медицинской помощи маленьким пациентам, что привело к существенным структурным изменениям в учреждении. Был создан первый в стране многопрофильный дневной стационар (отделение стационарозамещающих технологий), который она и возглавила.
В 2003—2006 годах — главный врач Консультативно-диагностического центра для детей.
В 2006 году решением Президиума РАМН была назначена заместителем директора по науке НЦЗД РАМН и директором вновь созданного в структуре Центра НИИ профилактической педиатрии и восстановительного лечения, кем пробыла до 2018 года.
В 2006—2010 годах — заведующая кафедрой аллергологии и клинической иммунологии факультета послевузовского профессионального образования педиатров (нына педиатрического факультета) ММА имени И. М. Сеченова (Первый МГМУ).
В 2005 году присвоено ученое звание профессора.
С сентября 2010 года возглавляет кафедру факультетской педиатрии № 1 педиатрического факультета РНИМУ имени Н. И. Пирогова.
В 2011 году избрана членом-корреспондентом РАМН, в 2014 — членом-корреспондентом РАН (в рамках присоединения РАМН к РАН).
В 2016 году избрана академиком РАН.
Супруг — Александр Александрович Баранов (род. 1941) — российский врач-педиатр, доктор медицинских наук, профессор. Действительный член РАМН (1995) и РАН (2011), член Президиума РАН; есть две дочери.

## Научная деятельность
Создатель оригинальной школы детских клинических аллергологов.
Научные исследования посвящены приоритетным проблемам детской аллергологии и клинической иммунологии, иммунопрофилактики, актуальным проблемам педиатрии и общественного здравоохранения, специфической иммунотерапии и восстановительного лечения, является основоположником изучения цитокинового статуса и медиаторных взаимодействий у детей с аллергией с обоснованием применения цитокиновой и антицитокиновой терапии в педиатрии.
Ведущий организатор-разработчиком клинических рекомендаций и научно-практических программ для педиатров по бронхиальной астме, аллергическому риниту, атопическому дерматиту и другие.
Автор более 550 научных работ, 15 изобретений.
Под её руководством защищены 8 докторских и 38 кандидатских диссертаций.

## Общественная деятельность
Председатель Исполкома Союза педиатров России, председатель проблемной комиссии «Новые технологии в педиатрии» Научного совета по педиатрии, членом диссертационного совета при ФГБУ «НЦЗД», заместитель председателя экспертного совета ВАК по терапевтическим наукам, руководитель Федерального научно-практического центра иммунопрофилактики, Член Постоянного комитета Международной педиатрической ассоциации (IPA), Глобальной Европейской Сети по аллергии и астме (GA2LEN), советник ВОЗ.
Руководитель международного проекта РФ и ВОЗ «Улучшение качества педиатрической и медико-санитарной помощи в странах Центральной Азии и Африки».
Президент Европейской педиатрической ассоциации (EPA/UNEPSA) с 2013 года.
Главный редактор журнала «Педиатрическая фармакология», научный редактор журнала «Вопросы современной педиатрии», член редакционных коллегий международных журналов «World Journal of pediatrics», «Asian Journal of Pediatric Practice» «The Turkish Journal of pediatrics».

## Монографии
- «Руководство по амбулаторно-поликлинической педиатрии» (2006)
- «Рациональная фармакотерапия детских заболеваний» (2007)
- «Иммунопрофилактика-2007» (2007)
- «Национальный педиатрический формуляр» (2008)
- «Клинические рекомендации по аллергологии и иммунологии для педиатров» (2008—2009, 2010, 2011)
- «Вакцины» (2011)
- «Аллергия у детей — от теории к практике» (2011)
- «Стрептококки и пневмококки» (2013)
- «Атлас редких болезней» (2013)
- «Пищевая аллергия» (2013)
- «Медико-социальные проблемы воспитания подростков» (2014)

## Награды
- Орден «За заслуги перед Отечеством» IV степени (24 мая 2023) — за заслуги в области здравоохранения и многолетнюю добросовестную работу[1]
- Заслуженный деятель науки Российской Федерации (4 июня 2014) — за достигнутые трудовые успехи, значительный вклад в социально-экономическое развитие Российской Федерации, заслуги в гуманитарной сфере, активную законотворческую и общественную деятельность, многолетнюю добросовестную работу[2]
- Медаль «За заслуги перед Чеченской Республикой» (29 сентября 2017) — за значительный вклад в развитие здравоохранения Чеченской Республики, безупречное исполнение должностных обязанностей
- Знак «Отличнику здравоохранения»
- Почётная грамота Правительства Российской Федерации
- Почетная грамота МЗ РФ
- Почетные грамоты РАМН
- Благодарность председателя Госдумы РФ
- Почетная грамота Совета Федерации РФ
- Международная премия «Профессия — жизнь» в номинации «За личный вклад в области материнства и детства».